# 귀주모태주구분유한공사

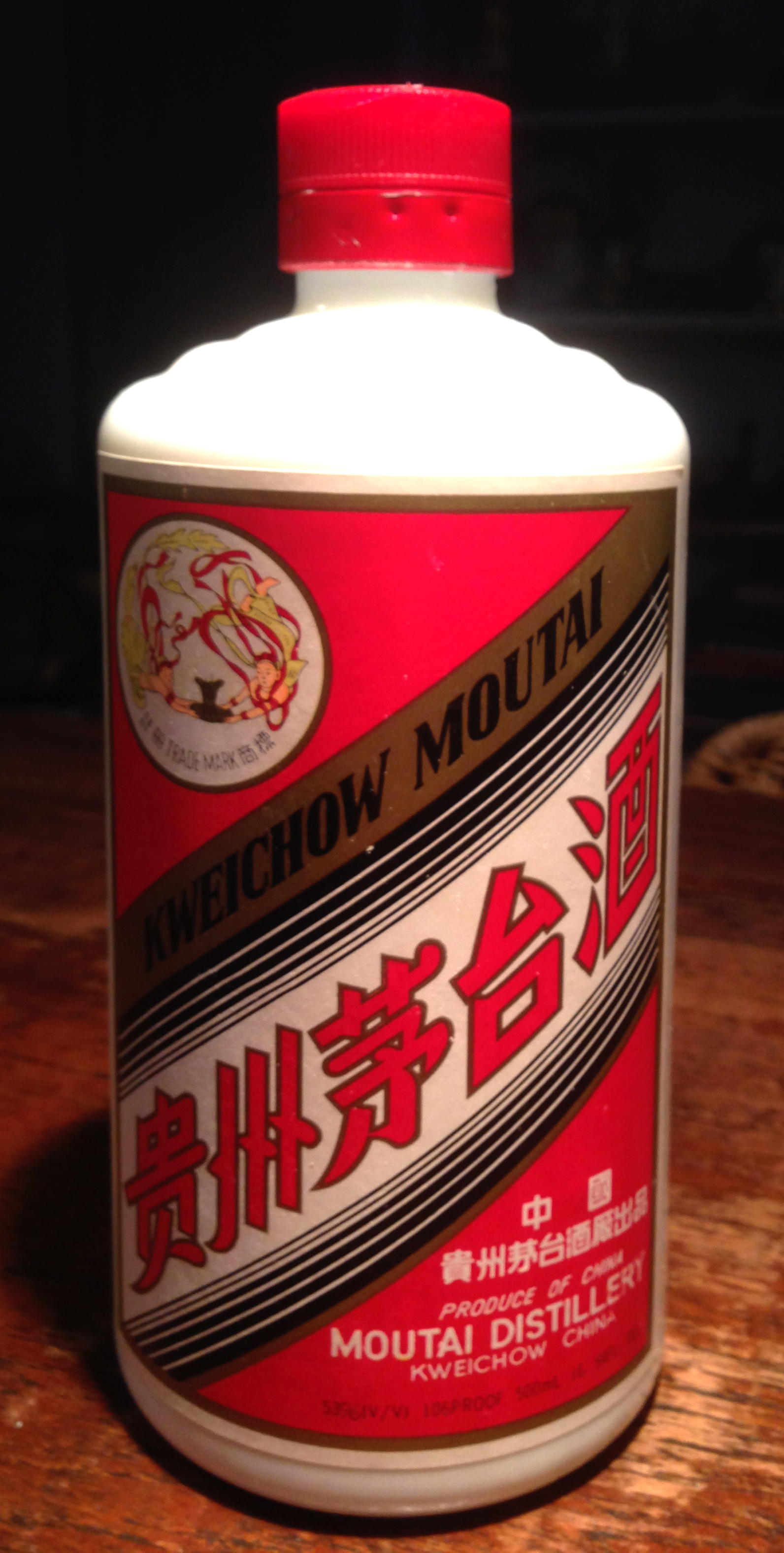

귀주모태(중국어 간체자: 贵州茅台酒股份有限公司, 정체자: 貴州茅台酒股份有限公司, 병음: Guìzhōu Máotái Jiǔ Gǔfèn Yǒuxiàn Gōngsī, 영어: Kweichow Moutai)는 중국의 주류 업체이다.

## 제품소개
- 귀주모태주
  - 귀주모태주 15년산
  - 귀주모태주 30년산
  - 귀주모태주 50년산
  - 귀주모태주 80년산
  - 귀주모태주 새해 한정판
- 모태왕자주
- 모태영빈주
- 한창주
- 뇌모
- 준의 1935
- 모태 1935

## 관련 사이트
- 공식 사이트 보관됨 2014-01-17 - 웨이백 머신
- 공식 사이트 → 마오타이주 한국수입판매 법인 용성통상㈜